# 落水狗
是一部於1992年上映的美國犯罪驚悚電影。為昆汀·塔伦蒂诺的處女作及成名作，內容由香港電影《龍虎風雲》改編，主演是夏菲·基圖、麥可·馬德森、史提夫·布斯美、Chris Penn、勞倫斯·蒂爾尼和蒂姆·罗斯。這電影是最賣弄暴力娛樂化的電影之一。
《落水狗》在上映時票房一般，但在英国上映后却比较成功。隨著之後的DVD版本發售，使更多的觀眾欣賞到本片，漸漸令《落水狗》成為經典犯罪電影之一。

## 故事大綱
講述了一個犯罪集團打劫珠宝店事敗後，引起的種種往事，從而得出事件中有內鬼。

## 演員
- 夏菲·基圖 飾 Mr. White（Lawrence Dimmick）
- 蒂姆·罗斯 飾 Mr. Orange（Det. Freddie Newandyke）
- 麥可·馬德森 飾 Mr. Blonde（Vic Vega）
- Chris Penn（英语：Chris Penn） 飾 "Nice Guy" Eddie Cabot
- 史提夫·布斯美 飾 Mr. Pink
- 勞倫斯·蒂爾尼（英语：Lawrence Tierney） 飾 Joe Cabot
- 昆頓·塔倫天奴 飾 Mr. Brown
- Kirk Baltz（英语：Kirk Baltz） 飾 Marvin Nash
- 藍迪·布魯克斯（英语：Randy Brooks (actor)） 飾 Holdaway
- 愛德華·邦克（英语：Edward Bunker） 飾 Mr. Blue

## 花絮
- 電影中的西裝造型是受到《英雄本色II》中的周潤發的造型所啟發，在落水狗劇本中已註明了這點。還有本作的相關情節則來自於周潤發主演的警匪片龍虎風雲。
- 電影是低成本製作，但卻收穫了非常好的票房成績。
- 電影曾經因太暴力而被韓國及幾個國家禁映；随著時代改變，落水狗再沒有被禁映了。

## 外部連結
- 互联网电影数据库（IMDb）上《落水狗》的资料（英文）
- 爛番茄上《落水狗》的資料（英文）
- Metacritic上《落水狗》的資料（英文）
- Box Office Mojo上《落水狗》的資料（英文）
- AllMovie上《落水狗》的资料（英文）